# 水晶珊瑚科
水晶珊瑚科（學名：Aquaumbridae）是軟珊瑚目底下的一個科。分布在熱帶太平洋和西大西洋的深水區。珊瑚群呈樹狀，有分枝由明顯的主莖分支。珊瑚通常很軟，全身都幾乎是透明的。珊瑚蟲是夜行性的，可以伸縮，均匀分佈在較小分枝的表面，但不存在於莖上。珊瑚蟲的骨針是桿狀的、細如針、還有彎曲紡錘型，會排列在堅硬的環圈和珊瑚的末端。珊瑚的表面不會有骨針，共骨骼內部有稀少的骨針，骨針顏色是白色。

## 分類
- 水晶珊瑚屬 Aquaumbra Breedy, van Ofwegen & Vargas, 2012
- Elbeenus Alderslade, 2002